# Leila Zerrougui
Leila Zerrougui (sinh năm 1956) là một chuyên gia pháp lý người Algérie về quyền con người và quản lý công lý. Bà đã từng là Đại diện đặc biệt của Tổng thư ký LHQ và Trưởng Phái bộ Ổn định Liên hợp quốc tại Cộng hòa Dân chủ Congo (MONUSCO)  kể từ tháng 1 năm 2018.
Bà là Đại diện đặc biệt của Tổng thư ký Trẻ em và Xung đột vũ trang từ tháng 9 năm 2012 đến tháng 5 năm 2017. Trong khả năng này, bà phục vụ như một người ủng hộ độc lập để xây dựng nhận thức và đề cao các quyền và bảo vệ các bé trai và bé gái bị ảnh hưởng bởi xung đột vũ trang.
Zerrougui được sinh ra ở Souk Ahras. Bà tốt nghiệp trường đại học tổng hợp quốc tế (Algiers) năm 1980. Từ năm 1993, bà đã giữ nhiều vị trí học tập khác nhau tại các trường luật ở Algeria và là phó giáo sư của trường đại học tổng hợp Supcrie Supérieure de la Magistrature (Algiers). Bà đã xuất bản rộng rãi về quản lý công lý và nhân quyền. Bà là thành viên của Nhóm Công tác về giam giữ tùy tiện thuộc Hội đồng Nhân quyền Liên Hợp Quốc từ năm 2001, và từng là Chủ tịch của Nhóm Công tác-Báo cáo viên từ năm 2003 đến tháng 5 năm 2008. Trước đó, bà đã có một sự nghiệp lâu dài trong ngành tư pháp Algérie và, năm 2000, được bổ nhiệm vào Tòa án Tối cao Algérie.
Bà phục vụ như một thẩm phán vị thành niên và thẩm phán sơ thẩm từ 1980 đến 1986, và là một thẩm phán tòa phúc thẩm từ 1986 đến 1997. Từ năm 1998 đến năm 2000, bà là cố vấn pháp lý cho Nội các Bộ Tư pháp và, từ năm 2000 đến 2008, là cố vấn pháp lý cho nội các của Tổng thống Algeria. Bà cũng làm việc ở nhiều vị trí khác nhau trong chính phủ Algeria và là thành viên của Ủy ban Quốc gia Algeria về Cải cách Tư pháp.
Trước khi được bổ nhiệm làm Đại diện đặc biệt vào năm 2012, bà là Phó đại diện đặc biệt của Tổng thư ký và Phó trưởng Phái bộ Ổn định Liên hợp quốc tại Cộng hòa Dân chủ Congo (MONUSCO), kể từ năm 2008, bà đã dẫn đầu các nỗ lực của phái đoàn trong tăng cường luật pháp và bảo vệ thường dân. Năm 2013, bà được Abdallah Wafy kế nhiệm.